# Palimbia turgaica
Palimbia turgaica är en flockblommig växtart som beskrevs av Vladimir Ippolitovich Lipsky. Palimbia turgaica ingår i släktet Palimbia och familjen flockblommiga växter. Inga underarter finns listade i Catalogue of Life.